# Reconeixement internacional de la República Popular de Donetsk i la República Popular de Luhansk

Bandera de la República Popular de Donetsk

Bandera de la República Popular de Luhansk

En aquest article s'examina el reconeixement internacional de les autoproclamades República Popular de Donetsk (RPD) i República Popular de Luhansk (RPL) que es van escindir d'Ucraïna a l'abril del 2014 i van existir fins al 30 de setembre del 2022, data de la seva annexió a Rússia.
Ucraïna, que no va reconèixer la RPD i la RPL com a estats, les va considerar organitzacions terroristes i separatistes, governs titella, organitzades i armades per la Federació Russa, que amb el suport de l'exèrcit rus conqueriren i retingueren il·legalment el territori ucraïnès. Els territoris, controlats per la RPD i la RPL d'acord amb la legislació ucraïnesa es consideraven aleshores ocupats temporalment per Rússia.
La primera entitat que va reconèixer la independència d'ambdós territoris fou Ossètia del Sud, que té un reconeixement molt limitat. Les repúbliques foren estats amb reconeixement escàs, ja que només van ser reconegudes per tres estats membres de l'ONU (Rússia, Síria i Corea del Nord). Entre el 24 de maig de 2014 al 18 de maig de 2015 foren els membres fundadors de la Unió confederada de les Repúbliques Populars (Nova Rússia). Alhora la independència d'aquests estats només fou reconeguda per l'estat escassament reconegut d'Abkhàzia, Síria, Corea del Nord i per Rússia.
La República Popular de Lugansk i la República Popular de Donetsk foren annexionades per Rússia el 30 de setembre de 2022, juntament amb les províncies de Kherson i Zaporíjia (ocupades per l'exèrcit rus arran de la invasió russa d'Ucraïna del 2022), mitjançant l'aprovació del que Rússia ha descrit com un referèndum.
L'annexió va ser sol·licitada a la Federació russa després de la celebració del dit referèndum. Aquesta és considerada il·legal per les Nacions Unides.

## Història
El 7 d'abril de 2014 el Consell Suprem de la RPD va proclamar la creació de la República Popular de Donetsk mentre es duia a terme la Guerra al Donbàs.
El 27 d'abril de 2014 durant la manifestació a prop de l'edifici del departament provincial de l'SBU ocupat pels partidaris de la RPL es va proclamar la República Popular de Luhansk.
L'11 de maig de 2014 en el territori, controlat per la RPD i RPL, es varen celebrar referèndums sobre l'autodeterminació (vegeu l'article Referèndum sobre l'estatut polític de Donetsk i Luhansk de 2014), que no foren reconeguts per cap estat membre de l'ONU.
El 12 de maig de 2014 a base dels resultats del referèndum es va proclamar la independència de la RPD i de la RPL respecte Ucraïna.
El 14 de maig de 2014 el Consell Suprem de la RPD va aprovar la constitució de la República Popular de Donetsk.
El 18 de maig de 2014 L'Assemblea Republicana de la RPL va aprovar la constitució de la República Popular de Luhansk, segons la qual la república esdevenia un estat sobirà i subjecte del dret internacional.

## Posicions oficials

### Organitzacions interestatals
| Organització                                             | Estatut de la RPD i RPL | Estatut de la RPD i RPL | Reconeixement dels documents de la RPD i RPL | Reconeixement dels documents de la RPD i RPL | Introducció de sancions | Introducció de sancions | Altres |
| Organització                                             | RPD                     | RPL                     | RPD                                          | RPL                                          | PRD                     | RPL                     | Altres |
| -------------------------------------------------------- | ----------------------- | ----------------------- | -------------------------------------------- | -------------------------------------------- | ----------------------- | ----------------------- | ------ |
| Grup de Visegrád                                         | —                       | —                       | —                                            | —                                            | —                       | —                       |        |
| Unió Europea de Radiodifusió                             | —                       | —                       | —                                            | —                                            | —                       | —                       |        |
| Unió Europea                                             | —                       | —                       | 20.02.2017 no va reconéixer                  | 20.02.2017 no va reconéixer                  | des de 25.07.2014       | des de 25.07.2014       |        |
| GUAM                                                     | —                       | —                       | —                                            | —                                            | —                       | —                       |        |
| Organització de les Nacions Unides                       | —                       | —                       | —                                            | —                                            | —                       | —                       |        |
| Organització per a la Seguretat i la Cooperació a Europa | —                       | —                       | —                                            | —                                            | —                       | —                       |        |
| Organització del Tractat de l'Atlàntic Nord              | —                       | —                       | —                                            | —                                            | —                       | —                       |        |
| Assemblea Parlamentària del Consell d'Europa             | —                       | —                       | —                                            | —                                            | —                       | —                       |        |
| Comunitat d'Estats Independents                          | —                       | —                       | —                                            | —                                            | —                       | —                       |        |